# Chiesa di Maria Santissima del Lume (Palazzo Adriano)
La Chiesa di Santa Maria del Lume (1604) è sita in piazza Umberto I, nella parte centrale di Palazzo Adriano, comune italiano della città metropolitana di Palermo in Sicilia.

## Storia
Fin dal 1604 risulta l’esistenza a Palazzo Adriano della chiesa, però dedicata a San Sebastiano e in possesso del clero di rito greco. Il 26 febbraio 1638, per intercessione del Cardinale Barberini, essa venne ceduta al clero di rito latino per la amministrazione dei sacramenti ai propri fedeli.
Nel 1727 la chiesa crollò. Finita di ricostruire dal barone di rito greco Schirò negli anni quaranta del Settecento (ritratto nel monumento funebre in controfacciata). Da allora titolare della chiesa risulta Maria Santissima del Lume.

## Descrizione
Internamente, alla base della volta, la chiesa risulta decorata con affreschi del XIX secolo raffiguranti i Dodici Apostoli. Danneggiata gravemente in seguito al terremoto del gennaio 1968, la chiesa è stata successivamente restaurata, rispettandone la salda gravezza dei volumi e dello impianto architettonico, e riaperta al culto. Il prospetto principale presenta tre nicchie contenenti le statue di san Pietro, san Paolo e san Michele Arcangelo. All'interno l'edificio è suddiviso in tre navate, con dodici colonne a due blocchi e gli altari adornati da tele e alcuni affreschi attribuiti allo Zoppo di Gangi tra le quali: San Michele Arcangelo, Il battesimo di Gesù, San Giuseppe e San Biagio. In più sono custodite alcuni simulacri, tra i quali: la Madonna di Fatima, San Francesco di Paola, Sant'Antonio da Padova e l'Immacolata Concezione. Le facciate laterali sono in pietra viva, mentre la volta e l'abside sono decorate da alcuni affreschi. La chiesa è dotata di sagrestia e campanile con 4 campane: quest'ultimo dispone di un orologio meccanico, costruito nel XX secolo. Ha subito un radicale restauro in facciata ad opera della Soprintendenza ai BB.CC.AA. di Palermo alla fine del XX secolo, con intonacatura del prospetto ed eliminazione di alcune supposte superfetazioni più recenti.